# Джовани Лайоло
Вижте пояснителната страница за други личности с името Джовани.
Кардинал Джовани Лайоло (на италиански: Giovanni Lajolo, род. на 3 януари 1935 г. в Новара, Италия) е италиански католически духовник, ватикански дипломат, висш служител на Римската курия, президент на Папската комисия за Ватиканската държава и губернатор на Ватикана.
Ръкоположен за свещеник на 29 април 1960 г. На 3 октомври 1988 г. папа Йоан Павел II го номинира за секретар на Администрацията за Патримонията на Светия Престол и титулярен архиепископ на Цезарина, а на 6 януари 1989 г. го ръкополага, заедно с кардиналите Едуард Идрис Касиди и Хосе Томас Санчес за епископ. На 7 декември 1995 г. е номиниран от папата за апостолически нунций в Германия.
На 7 октомври е номиниран за секретар за отношенията с държавите в Държавния секретариат на Ватикана, застъпва архиепископа Жан-Луи Пиер Торан, който е номиниран за кардинал. На 22 юни 2006 г. е назначен за президент на Папската комисия за Ватиканската държава и губернатор на Ватикана, като тази функция поема официално от 15 септември 2006 г.
Номиниран за кардинал от папа Бенедикт XVI на 17 октомври 2007 г.
1. ↑  lajolo //   Посетен на 13 октомври 2020 г.